# Ambetilia crucifera
Ambetilia crucifera är en fjärilsart som beskrevs av Boris Ivan Balinsky 1994. Ambetilia crucifera ingår i släktet Ambetilia och familjen mott. Inga underarter finns listade i Catalogue of Life.